# 大川の滝
大川の滝（おおこのたき）は、屋久島にある滝。日本の滝百選に選定されている。

## 概要
落差は88m。鹿児島県道78号線の近くにあり海岸からも比較的近い。堆積岩が熱変成してできたホルンフェルスの岩盤を流れ落ちる。滝の近くには日本名水百選に選定されている大川湧水がある。

## 登山史
1975年1月2日　三人の登山家が初登攀に成功した。

## アクセス
種子島・屋久島交通永田・大川の滝線の終点　大川の滝停車場下車　徒歩約3分